# Verdeta d'ull ros
La verdeta d'ull ros (Callophrys avis) és una espècie de lepidòpter papilionoïdeu de la família dels licènids (Lycaenidae) present als Països Catalans.

## Distribució
Molt restringida. A Àfrica es distribueix pel Marroc i Algèria: Es troba a Tànger, Alger, Khenxela i Zehroun. A Europa, per França, Espanya i Portugal: Càceres, Cadis, Màlaga, Terol, meitat oriental de Catalunya, sud de Portugal i des dels Pirineus Orientals fins als Alps Marítims.

## Descripció

### Imago
Grandària petita. Destaca la seva coloració verda del revers (amb una petita franja discontínua blanca a les ales posteriors), aspecte que a la península Ibèrica només comparteix amb Callophrys rubi i lleugerament amb Tomares ballus, sol que aquesta darrera espècie també presenta tonalitats taronjoses i les verdes estan localitzades a les ales posteriors; en canvi és molt similar amb la primera: per diferenciar-les amb certesa s'ha d'observar la pil·lositat del front (espai entre els dos ulls), roig en C. avis, encara que hi ha alguna altra petita diferència. Anvers uniforme de color marró fosc. Dimorfisme sexual gairebé inexistent.

### Larva
Poc coneguda; amb la forma típica de licènid. En una de les formes conegudes és verda ambs dues franges laterals més clares i dues més dorsals de la mateixa tonalitat i puntejades de vermell.

## Hàbitat
Zones arbustives i seques amb abundància d'arbocer (Arbutus unedo), la principal planta nutrícia de l'eruga. Aquest també es pot alimentar de Coriaria, Viburnum i Salvia.

## Període de vol i hibernació
Una generació a l'any. Els imagos volen entre finals de març i mitjans de juny depenent de la localitat i de l'altitud. Hiberna com a pupa.

## Comportament
Sobre arbocer, les femelles ponen els ous en fulles joves adjacents a flors pansides o fruits, evitant plantes joves o rebrotades.

## Espècies ibèriques similars
- Verdeta d'ull blanc (Callophrys rubi)
- Coure verdet (Tomares ballus)